# Eric Nam
Đây là một tên người Triều Tiên, họ là Nam.
Nam Yoon-do (sinh ngày 17 tháng 11 năm 1988), còn được biết đến với nghệ danh Eric Nam, là một ca sĩ, MC người Mỹ gốc Hàn hiện đang sống tại Hàn Quốc.
Anh xuất hiện lần đầu tiên trên Birth of a Great Star 2 vào năm 2012 sau khi được tìm thấy ca khúc do anh hát lại trên YouTube. Anh chính thức ra mắt với mini album Cloud 9 vào 23 tháng 1 năm 2013.

## Danh sách đĩa nhạc

### EP
| Tiêu đề                                                                                   | Chi tiết album | Vị trí cao nhất | Vị trí cao nhất                      | Vị trí cao nhất                 | Doanh thu    |
| Tiêu đề                                                                                   | Chi tiết album | KOR             | US Heat Billboard Heatseekers Albums | US World Billboard World Albums | Doanh thu    |
| ----------------------------------------------------------------------------------------- | --- | --------------- | ------------------------------------ | ------------------------------- | ------------ |
| Cloud 9                                                                                   | - Phát hành: ngày 23 tháng 1 năm 2013 - Nhãn hiệu: B2M Entertainment - Định dạng: CD, tải nhạc kỹ thuật số Danh sách bài hát 1. "Travel - Prologue" 2. "천국의 문 (Heaven's Door)" 3. "지우고 살아 (Erase)" 4. "신기루 (Mirage)" 5. "LOVE SONG" | 22              | —                                    | —                               | - KOR: 928   |
| Interview                                                                                 | - Phát hành: ngày 24 tháng 3 năm 2016 - Nhãn hiệu: CJ E&M - Định dạng: CD, tải nhạc kỹ thuật số Danh sách bài hát 1. "Good For You" 2. "Interview" 3. "Stop the Rain" 4. "No Comment" 5. "Good For You (tiếng Anh)"                             | 12              | —                                    | —                               | - KOR: 2,150 |
| "—" biểu thị cho phát hành không có trong bảng xếp hạng hoặc không phát hành tại vùng đó. | |                 |                                      |                                 |              |

### Đĩa đơn
| Tiêu đề                                                                                   | Năm  | Vị trí cao nhất | Vị trí cao nhất | Doanh thu (Tải kỹ thuật số) | Album            |
| Tiêu đề                                                                                   | Năm  | KOR             | KOR Hot 100     | Doanh thu (Tải kỹ thuật số) | Album            |
| ----------------------------------------------------------------------------------------- | ---- | --------------- | --------------- | --------------------------- | ---------------- |
| "The Blue Night of Jeju Island" (với Namaste)                                             | 2012 | 137             | —               | —                           | Non-album single |
| "Heaven's Door"                                                                           | 2013 | 66              | 60              | KOR: 64,720+                | Cloud 9          |
| "Ooh Ooh" (feat. Hoya của Infinite)                                                       | 2014 | 48              | 93              | KOR: 34,194+                | Non-album single |
| "Melt My Heart"                                                                           | 2014 | 71              | —               | —                           | Non-album single |
| "I'm OK"                                                                                  | 2015 | 32              | —               | KOR: 105,212+               | Non-album single |
| "Good For You"                                                                            | 2016 | 3               | —               | KOR: 309,695+               | Interview        |
| "Interview"                                                                               | 2016 | 89              | —               | KOR: 39,292+                | Interview        |
| "—" biểu thị cho phát hành không có trong bảng xếp hạng hoặc không phát hành tại vùng đó. |      |                 |                 |                             |                  |

### Hợp tác
| Tiêu đề                                                                                   | Năm  | Vị trí cao nhất | Doanh thu (tải kỹ thuật số) | Album            |
| Tiêu đề                                                                                   | Năm  | KOR             | Doanh thu (tải kỹ thuật số) | Album            |
| ----------------------------------------------------------------------------------------- | ---- | --------------- | --------------------------- | ---------------- |
| "I Just Wanna" (Amber Liu feat. Eric Nam)                                                 | 2015 | 63              | —                           | Beautiful        |
| "Dream" (feat. Park Ji-min of 15&)                                                        | 2015 | 46              | 62,965+                     | Non-album single |
| "Spring Love" (with Wendy of Red Velvet)                                                  | 2016 | 7               | 436,397+                    | SM Station       |
| "—" biểu thị cho phát hành không có trong bảng xếp hạng hoặc không phát hành tại vùng đó. |      |                 |                             |                  |

### OST
| Tiêu đề                                                                                   | Năm  | Vị trí cao nhất | Doanh thu (tải kỹ thuật số) | Album                      |  |
| Tiêu đề                                                                                   | Năm  | KOR             | Doanh thu (tải kỹ thuật số) | Album                      |  |
| ----------------------------------------------------------------------------------------- | ---- | --------------- | --------------------------- | -------------------------- |  |
| "Good-bye in Once Upon a Time"                                                            | 2013 | —               | 28,849+                     | Love in Memory OST Part. 2 |  |
| "Cool Guy"                                                                                | 2014 | —               |                             | Let's Eat OST              |  |
| "In Your Days" (feat. Kim Kyu-jong)                                                       | 2014 | —               |                             | SOS Please Help Me OST     |  |
| "A Second Is An Hour" (feat. Park Boram)                                                  | 2015 | —               | 16,829+                     | Flirty Boy and Girl OST    |  |
| "Bravo, My Life"                                                                          | 2017 | __              |                             | Prison Playbook OST        |  |
| "—" biểu thị cho phát hành không có trong bảng xếp hạng hoặc không phát hành tại vùng đó. |      |                 |                             |                            |  |

## Điện ảnh

### Truyền hình
| Năm       | Kênh       | Tiêu đề                                               | Vai trò        | Ghi chú |
| --------- | ---------- | ----------------------------------------------------- | -------------- | --- |
| 2011-2012 | MBC        | Birth of A Great Singer 2                             | Thí sinh       | |
| 2013-2016 | Arirang TV | After School Club                                     | MC             | |
| 2014      | MBC        | Section TV                                            | MC             | |
| 2014      | KBS        | Hello Counselor (15 tháng 12, tập 203)                | Khách mời      | với Chae Yeon, Alex (Clazziquai), Tei |
| 2014–2015 | MBC        | We Got Married 4                                      | Bình luận viên | |
| 2015      | KBS        | A Song For You (13 tháng 1, tập 21)                   | Khách mời      | với Nicole Jung và Spica |
| 2015      | SBS        | Running Man (8 tháng 2, tập 233)                      | Khách mời      | vớiSuper Junior Ryeowook, Beast Dongwoon, Infinite Dongwoo, 4Minute Sohyun, Girl's Day So Jin, VIXX N, TEEN TOP Niel và BTOB Lee Minhyuk |
| 2015      | KBS        | Let's Go! Dream Team Season 2 (5 tháng 3, tập 268)    | Khách mời      | |
| 2015      | tvN        | Wednesday Food Talk (25 tháng 3, tập 10)              | Khách mời      | |
| 2015      | MBC        | Match Made in Heaven Returns (23-30 tháng 4, tập 6-7) | Guest          | |
| 2015      | MBC        | King of Mask Singer (3 tháng 5, tập 5)                | Thí sinh       | |
| 2015      | JTBC       | Hidden Singer 4 (24 tháng 10, tập 4)                  | Khách mời      | |
| 2015      | MBC        | Infinite Challenge (7-14 tháng 11, tập 453-454)       | Khách mời      | |
| 2015      | KBS        | Happy Together (3 tháng 12, tập 426)                  | Khách mời      | |
| 2015–nay  | Olive TV   | No Oven Dessert 2                                     | Chủ trì        | |
| 2016      | KBS        | Hello Counselor (11 tháng 1, tập 256)                 | Khách mời      | với Oh Hayoung, Lee Sanghun và Kim Jimin                                                                                                 |
| 2016      | SBS        | Healing Camp (11 tháng 1, tập 216)                    | Khách mời      | với A Pink Eun Ji, Hong Ji Min, Hong Jin Young, Byun Jin Sub và Rose Motel                                                               |
| 2016      | KBS        | Immortal Songs 2 (12–19 tháng 3)                      | Khách mời      | |
| 2016      | KBS 2      | You Hee-yeol's Sketchbook (25 tháng 3)                | Khách mời      | |
| 2016      | MBC        | I Live Alone (1 tháng 4, tập 151)                     | Khách mời      | |
| 2016      | tvN        | SNL Korea 7 (16 tháng 4, tập 8)                       | Chủ trì        | |
| 2016–nay  | MBC        | We Got Married (9 tháng 4 - 19 tháng 11, tập 316-348) | Khách mời      | với Solar của Mamamoo |
| 2016–nay  | SBS        | Law of the jungle (Tập 234 - 237)                     | Khách mời      | |